# Irys (obrazy Vincenta van Gogha)
Irys (hol. Irissen, ang. The Iris) – obraz olejny (nr kat.: F 601, JH 1699) Vincenta van Gogha namalowany w maju 1889 podczas jego pobytu w miejscowości Saint-Rémy.

## Historia
W maju 1889 Vincent van Gogh wyjechał z Arles i stał się dobrowolnym pacjentem szpitala psychiatrycznego w Saint-Rémy. Ponieważ początkowo wychodził na zewnątrz, malował widoki na przyszpitalny ogród. Jednym z pierwszych obrazów, jakie wówczas namalował, były znane Irysy. Wymienił je w liście do brata Theo i jego żony Johanny, napisanym w kilka dni po przyjeździe:
Mam dwa inne [obrazy] do wysłania – fioletowe irysy i krzak bzu. Dwa motywy wzięte z ogrodu
Artysta wówczas namalował jeszcze jeden, mniejszy obraz, przedstawiający pojedynczy kwiat irysa.
Obraz po śmierci van Gogha znalazł się w posiadaniu jego siostry Willeminy. Kolejną właścicielką była przyjaciółka Willeminy, Line Kruysse (w latach 1928–1937). Po jej śmierci obraz odziedziczył C. Kruysse. Od C. Kruysse obraz najprawdopodobniej kupił amsterdamski marszand E.J. Van Wisselingh. 20 października 1954 obraz z rąk Wisselingha zakupiła National Gallery of Canada, w której zbiorach obraz znajduje się do dziś.

## Opis
Obraz przedstawia kwiat irysa rosnący na zielonej łące. Z plątaniny wijących się liści o ciemno zaznaczonych konturach wznoszą się wąskie, sztywne łodygi z pojedynczymi, fioletowymi kwiatami i pąkami, uwydatnionymi jedynie grubym konturem.